# Нич, Карл Людвиг
Карл Лю́двиг Нич (нем. Karl Ludwig Nitzsch; 6 августа 1751, Виттенберг  — 5 декабря 1831, Виттенберг) — немецкий протестантский богослов, философ, преподаватель и писатель.
Карл Людвиг Нич родился в Виттенберге был сыном дьякона церкви Виттенберга Людвига Вильгельма Нича, матерью Карла была Катарина Элизабет, в девичестве Рихтер (нем. Richter). Он учился в средней школе Виттенберга, в княжеской гимназии святой Афры в Мейсене, с 1770 до 1775 года Карл изучал богословие в Виттенбергском университете. Нич начал свою карьеру в качестве богослова и пастора в Бойхе.
В 1785 году Карл стал пастором и суперинтендентом в Борне; с 1788 года Карл в Цайце. В 1790 году он стал доктором богословия и тогда же профессором богословия в университете Виттенберга, в этом же году Карл становится генерал-суперинтендентом и консисторским экспертом, а также пастором в церкви святой Марии в Виттенберге. В результате наполеоновских войн и решения Венского конгресса от 31 мая 1815 года три пятых земель Саксонии , в том числе Виттенберг, стали частью  Пруссии .
В результате этого Университет был перенесён из Виттенберга в Галле, где 12 апреля 1817 года был создан объединённый Галле-Виттенбергский университет имени Фридриха, в это время Нич потерял должность профессора в университете и генерал-суперинтендента, он стал суперинтендентом. Вместо университета Виттенберг получил семинарию евангелистов. Карл Нич стал первым директором Королевского семинарии в Виттенберге и оставался им до своей смерти.
От брака с Луизой Элеонорой Гаттлибе Вернсдорф (нем. Luise Elenore Gottliebe Wernsdorf;  9 сентября 1757 года — 12 мая 1826 года) внучкой педагога и ритора Гаттлиба Вернсдорфа I., Карл имел трёх сыновей: Христиан Людвиг Нич — зоолог; Карл Иммануэль Нич — богослов, философ, историк; Грегор Вильгельм Нич —  известный филолог.
Как богослов Карл Нич был представителем рационалистической супранатурализма.

## Сочинения
- Nonnulla ad historiam de usu religiosae precationis morali pertinentia. 1730
- Über das Heil der Welt. 1817
- Ueber das Heil der Kirche und dessen Förderung. 1821
- Rede bei der feierlichen Einweihung von Luthers Denkmale 1821
- Über das Heil der Theologie. 1830
- Prolusiones de judicandis morum praeceptis in N. T. A. Communi omnium hominum ae temporum usu alienis (Wittenberger Universitätsprogramme von 1791-1802)

Einzelpublikationen in:
- De revelatione religionis externa eaewque publica prolusiones academicae. Leipzig 1808
- De discrimine revelationes imperatoriae et Jidacticae prolusiones academicae.“ Wittenberg 2 Bände 1830